# Women's World Golf Ranking
De Women's World Golf Ranking is de wereldranglijst voor dames-golfprofessionals. Hij werd in februari 2006 geïntroduceerd en wordt meestal de Rolex Ranking genoemd. Hij wordt erkend door de  Ladies Professional Golf Association (LPGA Tour), Ladies European Tour, Ladies PGA van Japan (JLPGA), Ladies PGA van Korea (KLPGA) en de Ladies PGA van Australië (ALPGA)en de Ladies' Golf Union die het Brits Open organiseert.
De Mexicaanse Lorena Ochoa spant de kroon, zij stond 158 weken aan de top.
De rangorde is niet gebaseerd op het verdiende geld maar op een puntenstelsel. Ieder toernooi van bovengenoemde PGA's en de Fitures Tour van de Amerikaanse PGA Tour hebben behalve prijzengeld ook een toekenning van punten. De punten die een speler in de afgelopen 24 maanden verzamelt, tellen mee. De speler moet minimaal 15 toernooien hebben gespeeld in die periode.

## Klassementsleidsters op het einde van het jaar
- 2006:  Annika Sorenstam
- 2007:  Lorena Ochoa
- 2008:  Lorena Ochoa
- 2009:  Lorena Ochoa
- 2010:  Jiyai Shin
- 2011:  Yani Tseng
- 2012:  Yani Tseng
- 2013:  Inbee Park
- 2014:  Inbee Park
- 2015:  Lydia Ko
- 2016:  Lydia Ko
- 2017:  Shanshan Feng